# Stadio Giuseppe Meazza
Lo stadio Giuseppe Meazza, noto anche come stadio San Siro, è un impianto sportivo multifunzione italiano di Milano.
Sorge nel quartiere di San Siro, cui deve il nome con il quale fu noto fino al 1979, allorquando fu intitolato alla memoria di Giuseppe Meazza (1910-1979), calciatore milanese che fu campione mondiale nel 1934 e nel 1938.
Inaugurato nel 1926 come terreno di proprietà del Milan, nel 1935 fu acquisito dal comune di Milano e da quest'ultimo ampliato tra il 1937 e il 1939.
Dopo la guerra, negli anni cinquanta, vi fu edificata una gradinata sopraelevata continua (il cosiddetto «secondo anello») grazie alla quale raggiunse una capienza di quasi centomila spettatori, cui fece seguito l'impianto d'illuminazione.
Tra il 1987 e il 1990 fu sottoposto alla sua più recente ristrutturazione, a seguito della quale fu dotato di un'ulteriore gradinata, nota come «terzo anello».
Successivi lavori intrapresi nel nuovo millennio hanno riguardato l'adeguamento dell'interno dell'impianto, il terreno di gioco, il fossato e l'eliminazione dell'area tecnica a bordo campo; la capienza alla stagione 2023-24 è di poco inferiore ai 76000 posti, tutti a sedere.
Storicamente impianto interno delle due più note compagini calcistiche professioniste cittadine, il Meazza ospita il Milan fin dalla sua inaugurazione e l'Inter dal 1947.
Soprannominato «la Scala del calcio» per traslato dal concittadino Teatro alla Scala, è l'impianto sportivo più capiente d'Italia.
È, inoltre, il quinto stadio italiano in attività per anzianità di servizio, dopo il "Ferraris" di Genova (entrato in esercizio nel 1911), il "Penzo" di Venezia (1913), il “Ceravolo” di Catanzaro (1919) e il "Tardini" di Parma (1924).
Il suo primo appuntamento calcistico internazionale fu il mondiale 1934, del quale ospitò una delle semifinali; nel dopoguerra vi si svolsero gare dell'europeo 1980 e del mondiale 1990 e, più recentemente, la finale di Nations League 2021.
In ambito di club è stato designato quattro volte dall'UEFA quale stadio della finale di Coppa dei Campioni – e, a seguire, Champions League – tra il 1965 e il 2016; in quanto impianto interno di una delle contendenti, ha inoltre ospitato quattro finali di Coppa UEFA, tre dell'Inter nel 1991, 1994 e 1997, e una della Juventus nel 1995; nella stagione 2019-20 fu anche lo stadio delle gare europee dell'Atalanta.
Benché destinato quasi esclusivamente al calcio, registra il record nazionale d'affluenza per un incontro di rugby, tra Italia e Nuova Zelanda del 2009, cui assistettero più di 81000 spettatori; in precedenza, nel 1960, aveva ospitato un incontro per la corona mondiale di pugilato tra Duilio Loi e Carlos Ortiz.
È, inoltre, lo stadio designato a ospitare la cerimonia d'apertura dei XXV Giochi olimpici invernali in programma a Milano e Cortina d'Ampezzo nel 2026.
Fuori dall'ambito sportivo, è utilizzato fin dal 1980 come sede di concerti, in particolare nella stagione estiva, e ha visto esibirsi, tra gli altri, artisti internazionali di rilievo quali Bob Marley, i Rolling Stones, Michael Jackson, Bob Dylan e Bruce Springsteen.
L'impianto è concesso in gestione a M-I Stadio S.r.l., società compartecipata da Inter e Milan.

## Storia

### Le origini

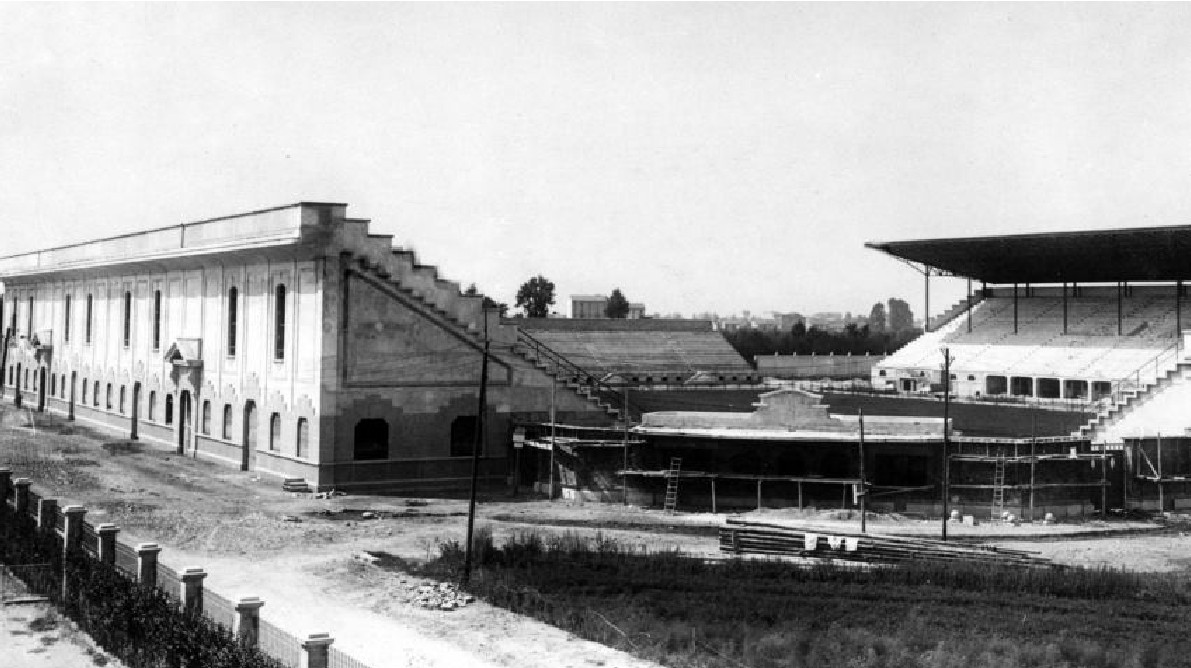
San Siro nelle fasi finali della sua costruzione

La genesi dell'impianto risale al 1925 quando l'allora presidente del Milan Piero Pirelli decise di dotare il club di una nuova sede dei propri incontri interni che superasse le scomodità di quella di viale Lombardia; affidò quindi all'architetto Ulisse Stacchini, già autore della Stazione Centrale, il progetto di uno stadio in zona San Siro, redatto con la collaborazione strutturale dell'ingegnere Alberto Cugini e realizzato dalla Società Anonima Immobiliare Lampugnano – all'uopo costituita e partecipata dai vari soci del club – che il 1º agosto successivo iniziò i lavori di costruzione e, in capo a un anno, ultimò una struttura da 35000 spettatori costituita da quattro tribune lineari disposte lungo i lati del campo da gioco, con distacchi in corrispondenza degli angoli.
Il 19 settembre 1926, alla presenza di Adalberto di Savoia-Genova, lo stadio fu inaugurato con un'amichevole vinta 6-3 dall'Inter sul Milan, cui il 3 ottobre successivo fece seguito la prima gara ufficiale, una sconfitta 1-2 contro la Sampierdarenese in occasione della prima giornata di Divisione Nazionale.
A battezzare lo stadio con il nome di San Siro fu Anteo Carapezzi, ex corridore ciclista e dirigente del Milan, designato da Pirelli a direttore del neocostruito impianto.
Con tale configurazione San Siro fu tra gli impianti designati quale sede del mondiale di calcio 1934, del quale ospitò l'ottavo di finale vinto dalla Svizzera sui Paesi Bassi, il quarto in cui la Germania batté la Svezia e la semifinale che vide l'Italia battere l'Austria.
Facendo seguito proprio ai problemi di capienza dello stadio emersi durante la semifinale mondiale, nel 1935 il comune di Milano ne deliberò l'acquisto e, contestualmente, ne affidò all'architetto Mario Perlasca e all'ingegnere Giuseppe Bertera – due professionisti del proprio ufficio tecnico comunale – la progettazione dei relativi interventi di ammodernamento.
Questi ultimi, durati circa 20 mesi, iniziarono a settembre 1937 e riguardarono la chiusura dei distacchi tra gli spalti e l'elevazione delle due curve allo stesso livello di quella delle tribune, sì da formare una gradinata unica continua e aumentare la capienza dello stadio a circa 100000 posti; nell'occasione furono ristrutturati gli ingressi, ricostruiti spogliatoi e sale per gli atleti, ed eliminate tutte le pertinenze a servizio del limitrofo ippodromo.
I lavori costarono poco più di 5 milioni di lire, e lo stadio così ristrutturato fu ufficialmente inaugurato da un'amichevole tra Italia e Inghilterra il 13 maggio 1939, un pareggio 2-2 che fruttò circa 1200000 L. d'incasso.

### Il secondo anello

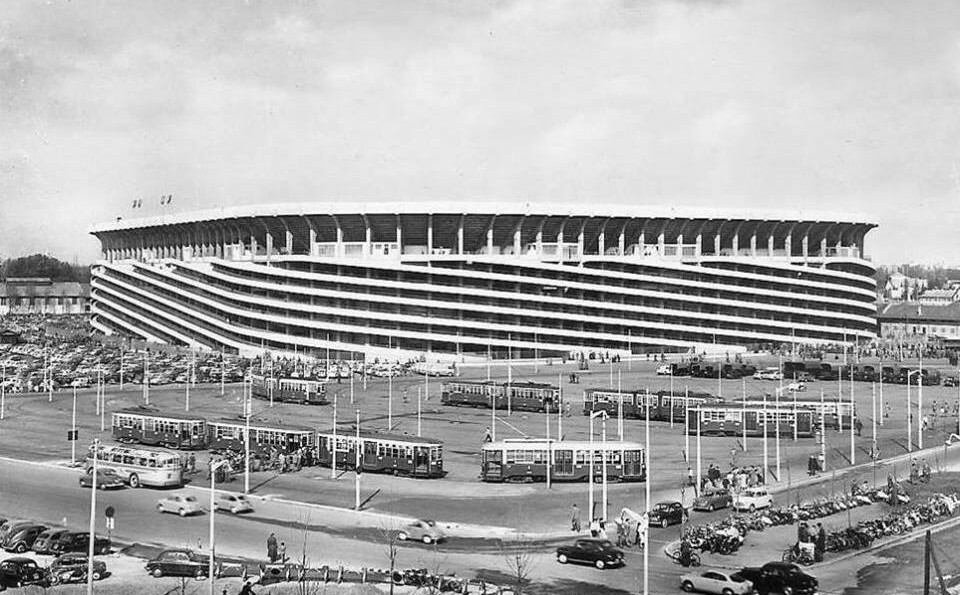
Esterno di San Siro dopo la ristrutturazione del 1955

Dal 1941 fino alla Liberazione San Siro rimase inutilizzato per via delle ristrettezze belliche – in particolare la penuria di energia elettrica che rendeva difficile l'uso del tram per recarsi allo stadio – a seguito delle quali il Milan migrò all'Arena Civica in coabitazione con l'Inter.
Per ragioni diverse, ciò accadde anche per un breve periodo nell'immediato dopoguerra in quanto l'Arena, soprattutto d'inverno, presentava un terreno meno sensibile ai fattori atmosferici e permetteva di giocare anche con temperature prossime allo zero.
Nel 1947 entrambe le compagini migrarono definitivamente a San Siro perché i piani di espansione dell'Arena vennero bocciati in sequenza dalla sovrintendenza milanese alle Belle Arti, essendo il fabbricato, di epoca napoleonica, sottoposto a protezione come bene tutelato artisticamente; il comune di Milano pose già all'epoca, quindi, la questione dell'ampliamento di San Siro che fu discussa negli anni seguenti e, infine, definita nell'aprile 1953 quando una delibera affidò all'architetto Armando Ronca e all'ingegnere Ferruccio Calzolari l'esecuzione di un progetto da 750 milioni di lire da essi presentato a nome della Società Anonima Fondiaria Imprese Edili.

Vista dall'alto dello stadio con i soli due anelli

L'estensione, nota come «secondo anello», consisté nella costruzione di una gradinata unica sovrapposta a quella già esistente, facente quindi parzialmente funzione di tettoia ai posti del settore inferiore.
Laddove il primo anello era suddiviso per ordine di posti, il secondo era un unico settore popolare scoperto, in cui la migliore sistemazione era determinata dall'ordine d'arrivo allo stadio.
A sostenere la nuova struttura sopraelevata fu una serie di rampe portanti elicoidali in cemento armato costruite lungo il perimetro esterno dello stadio, tramite le quali si poteva accedere ai vari piani e settori.
A mettere in forse l'inaugurazione del nuovo stadio e – si paventò – la sua futura esistenza, fu un ricorso, accolto dal Consiglio di Stato, presentato dalla società di gestione dell'adiacente ippodromo di San Siro che lamentò che i lavori d'ampliamento avessero ridotto da 8 a 4 metri la carreggiata per il passaggio dei tram e avessero danneggiato l'attività ippica perché lo stadio non rispettava più le regole sui distacchi tra gli edifici; tuttavia la questione si risolse solo in un risarcimento da parte del comune di Milano e il 5 settembre 1955 lo stadio ristrutturato fu riaperto con un'amichevole tra il Milan e i sovietici della Dinamo Mosca, che vinse 4-1.
Nel 1957 fu messo in opera l'impianto di illuminazione (su progetto della società elettrotecnica Buini & Grandi di Bologna), costituito da 180 proiettori distribuiti su tralicci disposti a ciascun angolo dello stadio, del costo di circa 40 milioni di lire e inaugurato a fine agosto in occasione di un'amichevole contro la Fiorentina.

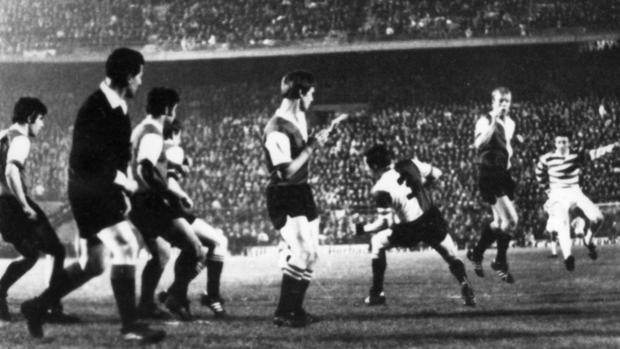
Una fase di -, finale di Coppa Campioni 1969-70

Nel 1965 l'UEFA designò San Siro quale sede di finale della Coppa dei Campioni di quell'anno; la scelta originale era caduta più in generale sull'Italia, con Roma quale sede di riserva in caso di qualificazione dell'Inter alla finale, ma successivamente fu deciso che – indipendentemente dagli esiti del campo – la gara decisiva per il titolo si sarebbe tenuta a San Siro; davanti al pubblico di casa l'Inter batté 1-0 i portoghesi del Benfica aggiudicandosi così la propria seconda Coppa.
Il 1967 fu l'anno dell'installazione del primo tabellone luminoso elettronico.
Nel 1970, appena tre anni dopo la sua prima finale, San Siro si rivide affidare per la seconda volta dall'UEFA l'organizzazione dell'atto terminale della Coppa dei Campioni che, nell'occasione, vide gli olandesi del Feijenoord battere 2-1 gli scozzesi del Celtic.

Una fase di - al Meazza durante l'europeo 1980

A ottobre 1977 l'UEFA assegnò all'Italia l'organizzazione del campionato europeo 1980; San Siro fu tra gli impianti scelti per ospitare la manifestazione, ma necessitava di alcuni lavori di rinnovamento, in particolare per quanto riguardava la parte di struttura del primo anello edificata negli anni trenta e gravata da quarant'anni d'attività.
L'ufficio tecnico comunale, infatti, aveva dichiarato pericolanti le strutture a sostegno del secondo anello, e per stabilizzarle fu varato un piano di ristrutturazione – del valore di circa 4 miliardi di lire – che prevedeva la posa in opera di mensole in acciaio e, in aggiunta, il rifacimento di spogliatoi e cabine stampa in vista dell'afflusso dei giornalisti stranieri per il torneo; i lavori, inizialmente previsti per la sola estate 1979, si protrassero fino a campionato iniziato perché la ditta appaltatrice riscontrò incongruenze tra quanto esposto nei progetti circa l'estensione del 1955 e le opere effettivamente realizzate su cui occorreva apportare le modifiche.
Nel frattempo, a seguito della morte dell'ex calciatore dell'Inter – e, più brevemente, del Milan – Giuseppe Meazza avvenuta a fine agosto, il comune deliberò di intitolare lo stadio alla sua memoria a lavori ancora in corso, in concomitanza con l'inizio del campionato 1979-80; l'ufficializzazione giunse in occasione del derby di ritorno del 2 marzo 1980.
Nel corso del successivo campionato europeo San Siro ospitò tre incontri, tutti della fase a gironi: il pareggio 0-0 dell'Italia contro la Spagna, la vittoria 2-1 del Belgio di nuovo contro la Spagna, e infine il pareggio 1-1 tra Cecoslovacchia e Paesi Bassi, per un totale di poco più di 65000 spettatori complessivi.
Nell'estate del 1981 il Meazza divenne l'impianto del Mundialito, competizione a inviti organizzata dal gruppo Fininvest di Silvio Berlusconi – non ancora presidente del Milan – tra club vincitori della Coppa Intercontinentale; il torneo si tenne nel periodo estivo per tre edizioni fino al 1987.

### Il terzo anello

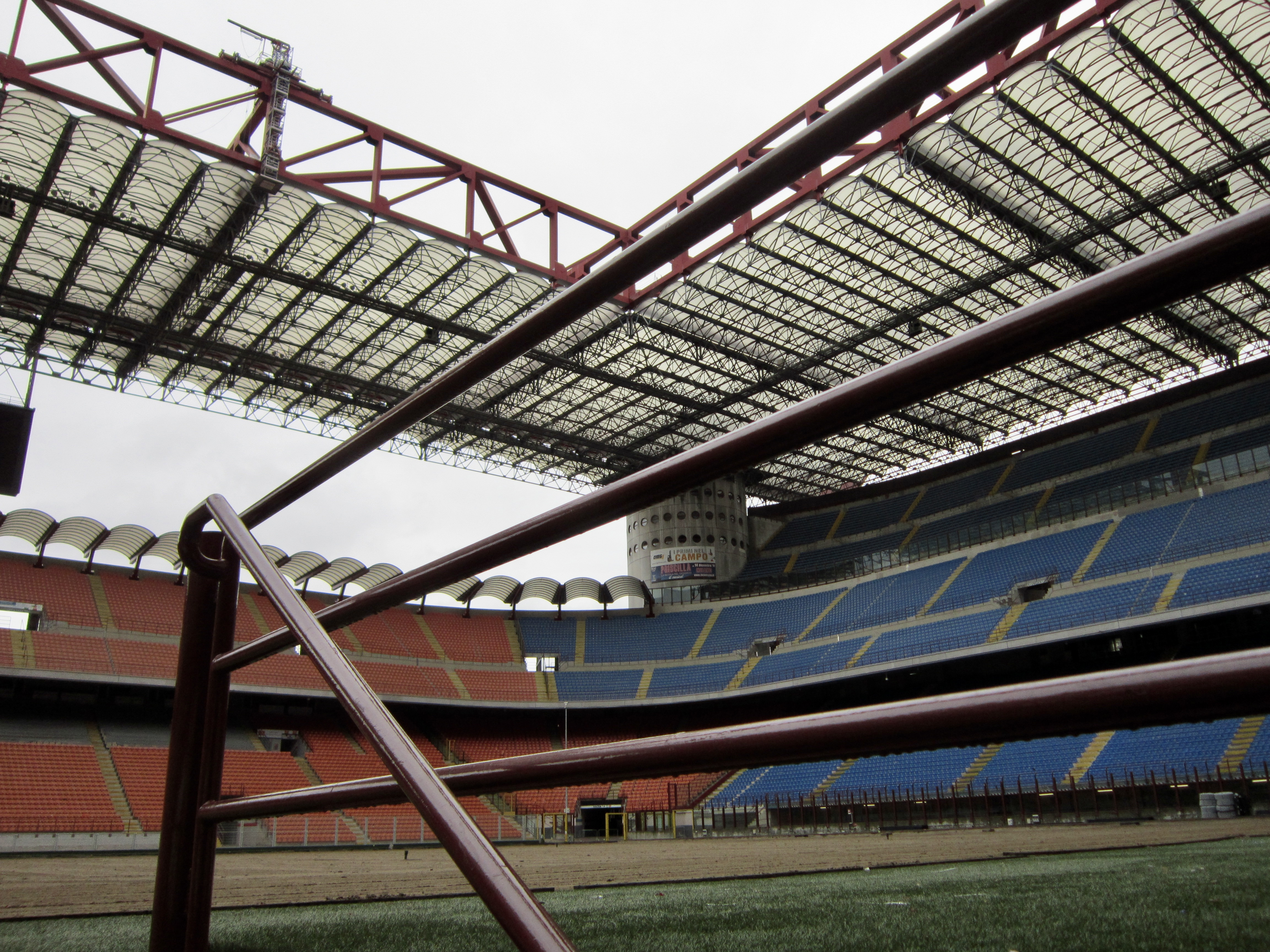
Particolare degli interni dopo la ristrutturazione ultimata nel 1990

Il 19 maggio 1984 l'Italia fu designata Paese organizzatore del mondiale di calcio 1990 e Milano fu, fin dalla presentazione della candidatura ufficiale alla FIFA, una delle città prescelte per ospitare gare del torneo.
Sorse perciò l'esigenza di adeguare il Meazza alle norme FIFA che richiedevano impianti con solo posti a sedere; tra il 1987 e il 1990, quindi, lo stadio fu sottoposto alla più pesante ristrutturazione da trent'anni a quella parte, con un'ulteriore sopraelevazione denominata «terzo anello» affidata agli architetti Giancarlo Ragazzi ed Enrico Hoffer e agli ingegneri Leo Finzi ed Edoardo Nova.
I lavori furono eseguiti da un consorzio di ditte con l'impresa edile Lodigiani quale mandataria capogruppo e comprendente anche Torno, Frabboni, Edilmediolanum, Belleli, Dalmine, Redi Electric, Siemens e Milanotermica.
La nuova gradinata appoggia su 11 pilastri cilindrici (quattro agli angoli, due su ciascuno dei lati corti e tre su uno dei lati lunghi) aventi funzione anche di scala elicoidale esterna; i quattro pilastri angolari sostengono anche la copertura realizzata con un telaio in travature d'acciaio.
I posti furono colorati per settore e numerati, e la capienza con la quale lo stadio fu consegnato alla FIFA per il campionato mondiale era di 85700 posti.
Lo stadio, utilizzato a mezzo servizio durante i lavori, riaprì i battenti nella nuova configurazione il 25 aprile 1990 in occasione della finale di ritorno di Coppa Italia tra Milan e Juventus: la prevendita fu di 83631 tagliandi, e un totale di 83928 spettatori assisté alla vittoria bianconera 1-0 che diede la Coppa al club torinese.

Lothar Matthäus e Ruud Gullit durante l'ottavo al mondiale 1990 tra e

Il Meazza fu designato sede della partita inaugurale del campionato mondiale tra Argentina e Camerun nonché terreno della testa di serie del girone D che si rivelò, in fase di sorteggio, essere la Germania Ovest; fu poi sede di un ottavo di finale burrascoso tra la stessa Germania Ovest e i Paesi Bassi in cui, al culmine di una partita combattuta, vi fu un'espulsione per parte (Völler e Rijkaard) per scorrettezze reciproche, e si congedò dal torneo con il vittorioso quarto di finale ancora della Germania Ovest sulla Cecoslovacchia, alla sua ultima apparizione di sempre nella fase finale di un mondiale.

Lo juventino Angelo Di Livio osserva il parmense Dino Baggio marcare il goal dell'1-1 durante la finale di Coppa UEFA 1994-95

Nel 1995 suscitò clamore la decisione della Juventus di chiedere al comune di Milano e ai due club residenti il permesso di ospitare al Meazza la propria gara di semifinale d'andata di Coppa UEFA contro il Borussia Dortmund ed, eventualmente, anche la finale; la Juventus, infatti, lamentava un'esosa politica sui diritti pubblicitari imposta dalla società Acqua Marcia proprietaria dello Stadio delle Alpi di Torino in cui era vincolata a giocare dal 1990, dopo la fine del campionato mondiale, e non aveva intenzione di vedersi esigere ulteriori due miliardi di lire a fronte dei diritti incassati per le gare europee; l'incontro terminò 2-2 davanti a quasi 80000 spettatori e, vincendo 2-1 a Dortmund, la Juventus si assicurò anche la finale, di nuovo al Meazza come preannunciato, nell'occasione quella di ritorno, un derby italiano che il Parma aveva vinto 1-0 all'andata: l'1-1 finale significò la vittoria del trofeo per la squadra emiliana, ma l'incontro fece registrare un'affluenza di 80745 spettatori e un incasso record, per la Juventus, di 4545702000 L..
Per lo stadio milanese non si trattava, comunque, della prima gara-titolo assoluta in Coppa UEFA: in precedenza l'Inter, quale squadra finalista, aveva disputato all'epoca in tale impianto già due turni di finale entrambi vinti, quello d'andata nel 1990-91 per 2-0 sulla Roma alla presenza di 68880 spettatori paganti e quello di ritorno del 1993-94, per 1-0 sull'austriaca Salisburgo, in entrambi i casi risultando vincitrice della competizione.
Ancora l'Inter, due anni dopo la Juventus, tenne al Meazza la finale di ritorno di Coppa UEFA 1996-97 perdendola 1-4 ai calci di rigore contro i tedeschi dello Schalke 04.
Il 5 ottobre 1996 fu inaugurato all'interno dello stadio un museo sportivo a cura di Inter e Milan, che contiene memorabilia quali articoli storici di giornale, documenti ufficiali, trofei, maglie di gioco e altri cimeli dei due club dalle origini ai tempi più recenti.

### Il nuovo millennio
Nel 2001 lo stadio tornò a ospitare la finale del massimo torneo d'Europa di club, nel frattempo ribattezzato UEFA Champions League, a 31 anni di distanza dalla più recente occasione e la prima dopo la ristrutturazione del 1990.
La finale vide i tedeschi del Bayern Monaco battere 5-4 gli spagnoli del Valencia ai calci di rigore e conquistare il loro quarto titolo di campioni d'Europa di club.

Il schierato a Milano nella finale di Champions League 2000-01

Benché sostanzialmente non più modificato nella forma generale, nel nuovo millennio lo stadio è andato incontro a interventi interni di restyling per adeguarlo alle esigenze di pubblico e sponsor: nel primo decennio del secolo il Meazza ha visto la realizzazione, nel primo anello, degli sky-box, una serie di balconate chiuse e climatizzate con spazio di intrattenimento e zona eventi e convegni, dalle quali si assiste all'incontro in campo attraverso una vetrata; a seguire lo spostamento del museo all'interno della curva Sud.
Nel 2010 il vecchio Consorzio San Siro Duemila, società mista Inter-Milan, fu sciolto e sostituito da M-I Stadium Srl, un nuovo soggetto giuridico partecipato anch'esso paritariamente dai due club; la vecchia convenzione, stipulata nel 2000 con il Comune, con cui tale consorzio fu designato assegnatario della gestione e amministrazione dello stadio Meazza fino al 2030, fu rilevata dalla nuova società e modificata nel 2012 con l'estensione ad alcune pertinenze esterne allo stadio, fermo restando il diritto del Comune di Milano di utilizzare gratuitamente l'impianto per eventi da esso stesso, o da alcuno dei propri dipartimenti, organizzato o patrocinato.

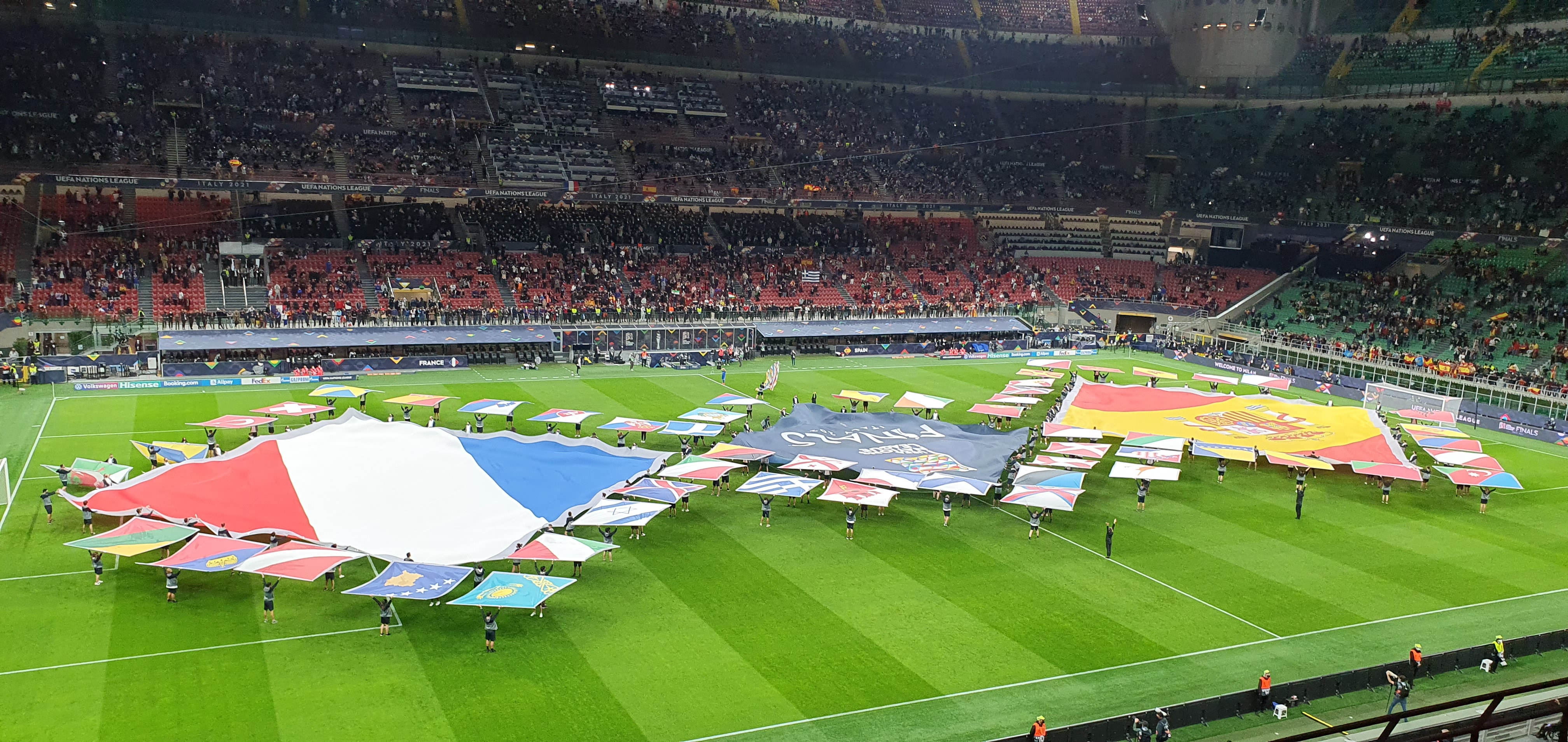
Cerimonia d'apertura della finale di Nations League 2020-21

Nel 2012, dopo ventidue anni di problemi con il prato, mai completamente funzionale dopo la costruzione del terzo anello e della copertura che, secondo gli agronomi succedutisi nell'analisi del terreno di gioco, ha alterato le condizioni climatiche nell'impianto che permettevano di avere un'erba duratura e resistente, M-I Stadium adottò una soluzione ibrida con tecnologia GrassMaster, che prevede l'iniezione nel terreno, per circa il 30% della superficie del campo, di fibre sintetiche attorno cui si intrecciano i fili d'erba naturale seminata al contempo allo scopo di aumentare la resistenza meccanica del campo di gioco; nel 2014 l'UEFA designò il Meazza, con due anni d'anticipo, quale sede della finale di Champions League 2015-16, la quarta a 51 anni di distanza dalla prima.
Anche tale gara, come la precedente, terminò ai calci di rigore: nel derby della capitale spagnola che si tenne a Milano, il Real Madrid batté i concittadini dell'Atlético Madrid per 5-4, conquistando in tale occasione il suo undicesimo trofeo di campione d'Europa.
Nel 2019 l'Atalanta, qualificata per la prima volta nella sua storia alla Champions League, chiese e ottenne dal Comune e le due società l'utilizzo dello stadio Meazza per i propri incontri europei, nonostante il parere avverso dei sostenitori interisti, contrari alla concessione dello stadio da parte del loro club a causa delle frizioni esistenti tra le due tifoserie, storicamente rivali.
Più recentemente, con l'affidamento all'Italia dell'organizzazione della Final Four della UEFA Nations League 2020-21, il Meazza ha ospitato, a ottobre 2021, una delle semifinali e la finale di tale torneo; nel primo di tali due incontri la Spagna ha battuto l'Italia conquistando la finale, nella quale è stato battuta a propria volta dalla Francia.
Considerata la progressiva obsolescenza dello stadio, prossimo al secolo di vita, il comune di Milano e la società di gestione avevano raggiunto un accordo di massima sulla necessità di costruire un nuovo impianto il cui piano, presentato dallo studio d'architettura Populous, prevedeva la trasformazione dell'intera area intorno allo stadio Meazza in un distretto sportivo con uno stadio di nuova fabbricazione adiacente all'attuale per poi, una volta ultimato, procedere alla parziale demolizione del Meazza per trasformarlo in un'area a disposizione del pubblico recuperandone anche prato, una torre di sostegno e parte delle vecchie tribune.
A un originale piano secondo il quale il nuovo impianto avrebbe dovuto entrare in esercizio dopo i giochi olimpici invernali del 2026, la cui cerimonia d'apertura è ospitata dal Meazza, ne ha fatto seguito un altro condizionato dalla pandemia di COVID-19 e il concomitante aumento delle commodity per la produzione di energia, secondo il quale i lavori sarebbero partiti nel 2024 per terminare nel 2028; sviluppi più recenti (febbraio 2023) legati agli assetti proprietari dei due club fanno supporre che il Milan potrebbe prendere una strada autonoma e costruire il proprio impianto in altra zona, mentre l'Inter rimarrebbe come occupante unico del Meazza.
A rendere ancor più concreta l'idea dell'abbandono del Meazza e la realizzazione di soluzioni autonome e separate per i due club contribuisce il pronunciamento della commissione regionale per il patrimonio culturale della Lombardia che, su proposta della Soprintendenza ai beni culturali della città metropolitana di Milano, ha espresso «parere positivo di sussistenza dell’interesse culturale per il secondo anello dello Stadio di San Siro».
La commissione ha, infatti, ritenuto che i disegni architettonici delle rampe di salita al pubblico realizzate con i lavori di ampliamento negli anni cinquanta abbiano dato allo stadio la cifra stilistica per la quale è maggiormente noto; ha inoltre riconosciuto la valenza di «archivio pubblico» comunale – e quindi ipso facto tutelabile – all'insieme di targhe e cimeli esposti nella tribuna ovest dello stadio in riconoscimento delle vittorie dei due club.
Tale vincolo impedisce la demolizione dell'impianto le cui spese di manutenzione, in caso di realizzazione dei propositi di abbandono della struttura da parte di Inter e Milan, ricadrebbero interamente sul Comune.

## Capienza
Alla stagione sportiva 2023-24 la società di gestione dello stadio Meazza dichiara una capienza di 75817 posti, tutti a sedere.
Essi sono ripartiti nei seguenti settori:
- 26223 nel primo anello, ivi compresi:
  - 300 nello Sky Box;
  - 545 nella tribuna d'onore, autorità ed executive;
  - 200 per persone disabili più i rispettivi accompagnatori.
- 32401 nel secondo anello, ivi compresi:
  - 255 nella tribuna stampa.
- 17193 nel terzo anello.

## Affluenze medie
La sottostante tabella riporta le affluenze medie di campionato di Inter e Milan a partire dalla stagione 1952-53.
| Stagione | Inter | Milan |
| -------- | ----- | ----- |
| 1952–53  | 26785 | 22681 |
| 1953–54  | 27634 | 18910 |
| 1954–55  | 18286 | 26745 |
| 1955–56  | 26491 | 25177 |
| 1956–57  | 30977 | 30487 |
| 1957–58  | 31447 | 24549 |
| 1958–59  | 33737 | 34215 |
| 1959-60  | 31017 | 29152 |
| 1960-61  | 46928 | 30266 |
| 1961–62  | 46044 | 42061 |
| 1962–63  | 46637 | 43614 |
| 1963–64  | 42421 | 37748 |
| 1964–65  | 45592 | 37838 |
| 1965–66  | 49759 | 37954 |
| 1966–67  | 45541 | 32971 |
| 1967–68  | 46977 | 46739 |
| 1968–69  | 40768 | 48398 |
| 1969–70  | 42230 | 43675 |
| 1970–71  | 45699 | 53339 |
| 1971–72  | 42507 | 46142 |

| Stagione | Inter  | Milan |
| -------- | ------ | ----- |
| 1972–73  | 42955  | 52445 |
| 1973–74  | 49533  | 47081 |
| 1974–75  | 36210  | 44796 |
| 1975–76  | 41167  | 38437 |
| 1976–77  | 42999  | 40802 |
| 1977–78  | 40535  | 48886 |
| 1978–79  | 36788  | 48326 |
| 1979–80  | 49621  | 40342 |
| 1980–81  | 41,847 | n/a   |
| 1981–82  | 43923  | 45831 |
| 1982–83  | 45134  | n/a   |
| 1983–84  | 44164  | 53135 |
| 1984–85  | 52532  | 60833 |
| 1985–86  | 53517  | 56769 |
| 1986–87  | 52541  | 64502 |
| 1987–88  | 47686  | 72291 |
| 1988–89  | 57510  | 72118 |
| 1989–90  | 50298  | 59104 |
| 1990–91  | 54075  | 78359 |
| 1991–92  | 48582  | 73714 |

| Stagione  | Inter | Milan |
| --------- | ----- | ----- |
| 1992–93   | 45075 | 76962 |
| 1993–94   | 49339 | 67079 |
| 1994–95   | 40493 | 55853 |
| 1995–96   | 46395 | 61403 |
| 1996–97   | 50708 | 55851 |
| 1997–98   | 67597 | 54367 |
| 1998–99   | 68516 | 57724 |
| 1999–2000 | 66531 | 58522 |
| 2000–01   | 56233 | 52304 |
| 2001–02   | 62434 | 58616 |
| 2002–03   | 61943 | 61534 |
| 2003–04   | 58352 | 63245 |
| 2004–05   | 57295 | 63595 |
| 2005–06   | 51371 | 59993 |
| 2006–07   | 48287 | 47117 |
| 2007–08   | 51211 | 56642 |
| 2008–09   | 55345 | 59731 |
| 2009–10   | 56195 | 42809 |
| 2010–11   | 59697 | 53916 |
| 2011–12   | 44806 | 49020 |

| Stagione | Inter | Milan |
| -------- | ----- | ----- |
| 2012–13  | 46551 | 43651 |
| 2013–14  | 42246 | 39874 |
| 2014–15  | 37270 | 36661 |
| 2015–16  | 45538 | 37861 |
| 2016–17  | 46622 | 40326 |
| 2017–18  | 57529 | 52690 |
| 2018–19  | 61419 | 54667 |
| 2019–20  | 65800 | 53957 |
| 2020-21  | 0     | 0     |
| 2021-22  | 44999 | 44027 |
| 2022-23  | 72630 | 71880 |
| 2023-24  | 72838 | 71835 |
| 2024-25  |       |       |

## Usi alternativi al calcio

### Usi sportivi

Fase dell'incontro tra Loi e Ortiz a San Siro

Sebbene preminentemente calcistico, il vecchio San Siro servì anche come scenario di un evento pugilistico di grande rilievo, la disputa del titolo mondiale dei pesi welter junior tra lo sfidante italiano Duilio Loi e il detentore portoricano Carlos Ortiz; l'incontro era attesissimo perché, in caso di vittoria di Loi, questi sarebbe stato appena il terzo italiano a vincere una cintura mondiale nella boxe dopo Primo Carnera e Mario D'Agata; tanto fu l'interesse per il match, che giungeva come evento clou di una riunione di pugilato il cui programma prevedeva, in precedenza, altri due incontri ufficiali, che la stessa società organizzatrice fu costretta, per soddisfare le richieste di spettatori celebri quali Gino Bramieri, Delia Scala, Renato Rascel e Sante Gaiardoni, ad acquistare al mercato nero e a prezzo doppio i biglietti per i posti migliori che aveva già venduto anche a cifre intorno alle ventimila lire.
Furono circa 80000 gli spettatori che assistettero alla vittoria iridata di Loi, che si aggiudicò l'incontro ai punti dopo che all'undicesima ripresa aveva quasi messo knockout l'avversario.

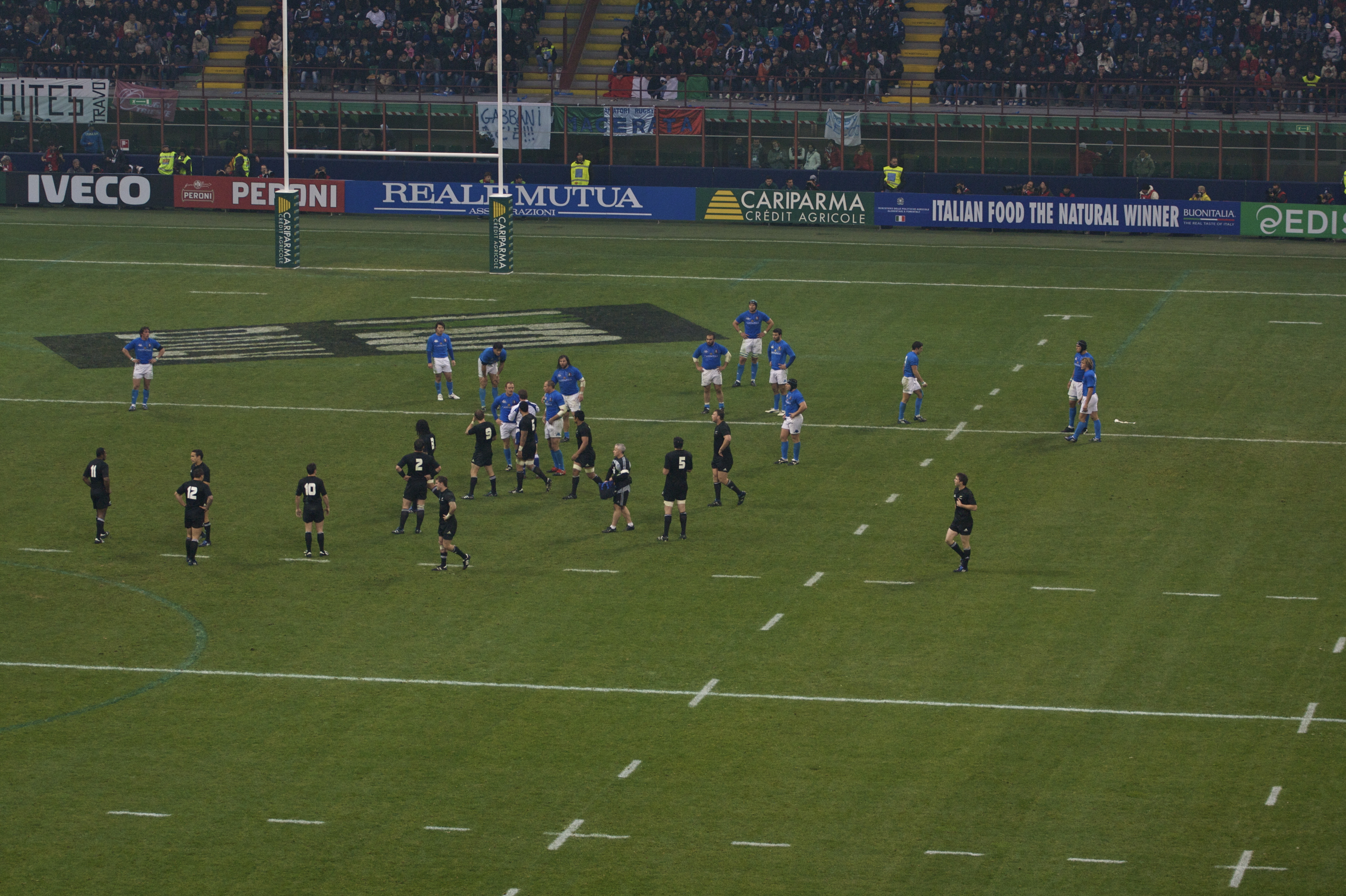
Una fase di – di rugby al Meazza, novembre 2009

Storicamente confinato all'Arena Civica, il rugby internazionale apparve per la prima volta al Meazza nel 1988 in occasione dell'incontro di Coppa Europa tra Italia e Romania, terminato 12-3 per i visitatori e seguito da poco più di 7000 spettatori.
In epoca più recente, nella primavera del 2009 la Federazione Italiana Rugby riuscì a ottenere lo stadio per i test match del novembre successivo grazie a una pausa nel campionato in quel periodo dovuta agli incontri di qualificazione al mondiale di calcio 2010; l'avversario in visita era la Nuova Zelanda, che fu accolta da un'affluenza-record di 81081 spettatori e vinse con uno degli scarti più bassi nella storia degli incontri tra le due nazionali, 20-6.
A ottobre 2013 la European Rugby Cup (ERC), l'organismo che all'epoca gestiva l'organizzazione delle Coppe europee di rugby per club, designò il Meazza come sede della finale di Heineken Cup 2014-15, l'omologo rugbistico della UEFA Champions League; tuttavia lo scioglimento di ERC nel 2014, con il conseguente rimpiazzo da parte di European Professional Club Rugby, impedì un seguito a tale designazione, e il nuovo organizzatore designò un'altra sede.
A seguito dell'assegnazione congiunta a Milano e Cortina d'Ampezzo dell'organizzazione dei XXV Giochi olimpici invernali in programma nel 2026, si è deciso di tenere la cerimonia olimpica d'apertura allo stadio Meazza, evento che coincide anche con i cent'anni di attività dell'impianto.
Secondo il comune di Milano, tale cerimonia dovrebbe costituire l'ultimo atto ufficiale dello stadio, destinato a essere rimpiazzato e parzialmente demolito per essere riconvertito in area verde e sportiva a servizio della cittadinanza.

### Altri usi

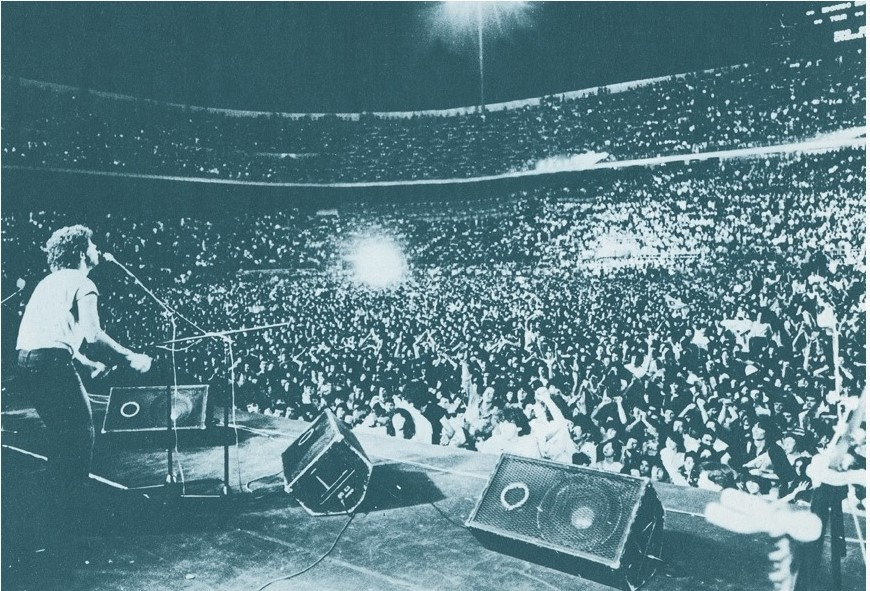
Edoardo Bennato nel 1980, tra i primissimi a esibirsi nello stadio

Fino al 1980 teatro di soli appuntamenti sportivi, il 27 giugno di tale anno il Meazza vide il suo primo concerto musicale di sempre quando ospitò una tappa del tour di Bob Marley & the Wailers che prevedeva una lista d'artisti d'apertura d'eccezione quali gli scozzesi Average White Band e gli emergenti italiani Roberto Ciotti e Pino Daniele.
In quella stessa estate Edoardo Bennato si esibì per la prima volta sul prato di San Siro nella tappa di chiusura del suo tour (dieci anni più tardi vi si esibì insieme a Gianna Nannini in occasione della cerimonia d'apertura del mondiale italiano del 1990).

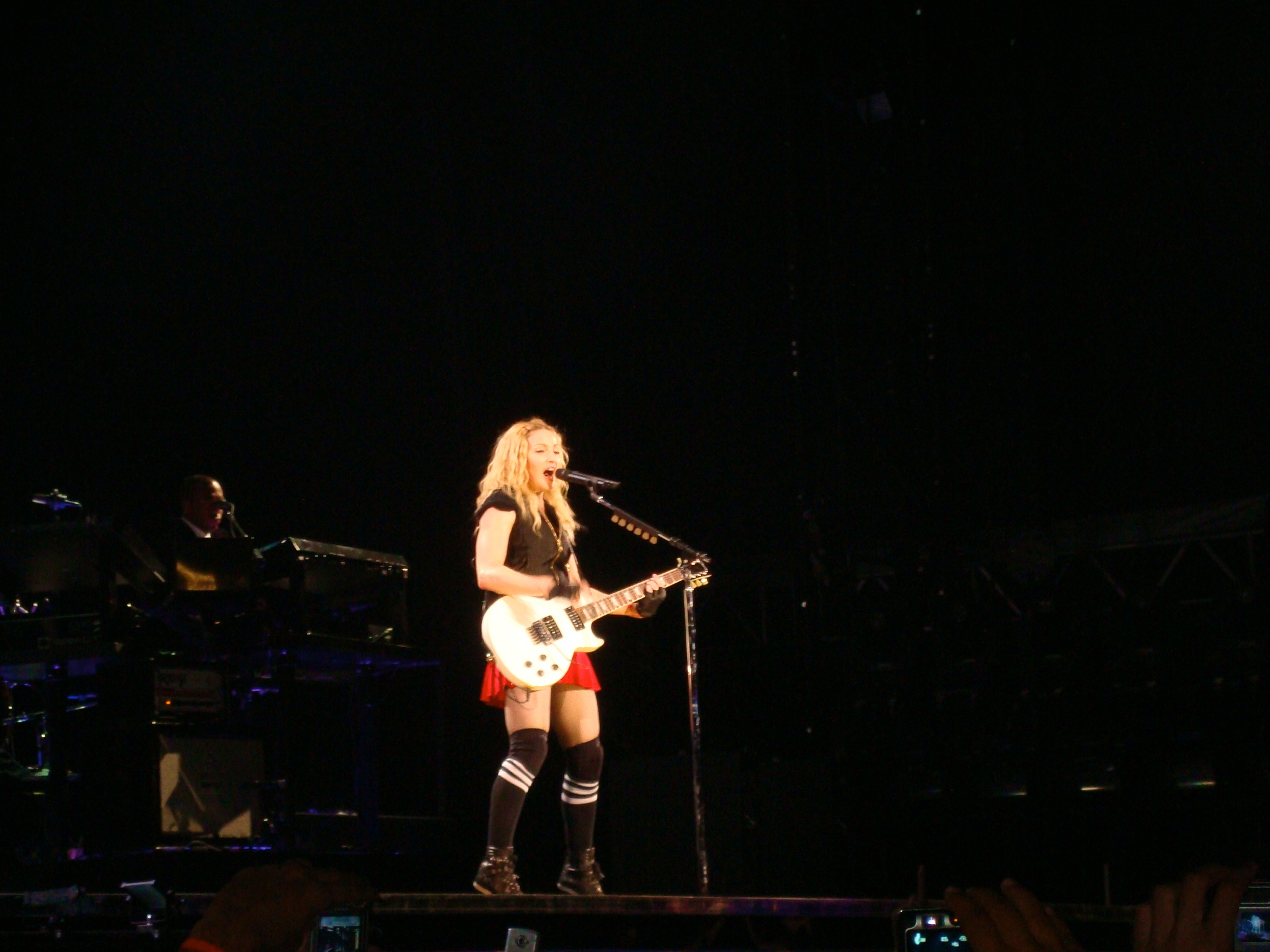
Madonna di scena al Meazza nel 2009

Durante tutto il decennio a seguire il Meazza vide di scena rilevanti nomi della musica internazionale tra i quali Carlos Santana e Bob Dylan, esibitisi nella stessa serata nel 1984, Bruce Springsteen per la prima volta a Milano con il suo Born in the U.S.A. Tour nel 1985, Genesis (Invisible Touch World Tour) e David Bowie (Glass Spiders Tour).
Tra le figure più note del decennio successivo, il più celebre è Michael Jackson, a Milano per il suo HIStory World Tour nel 1997; con il nuovo millennio si assisté alla prima dei Rolling Stones (Licks Tour) e al ritorno di Springsteen (The Rising Tour), entrambi nel 2003: fino al 2016 sono state 6 le visite totali del Boss a San Siro, più di qualsiasi altro artista estero.
In tempi ancor più recenti, si sono esibiti al Meazza altre due volte (oltre al citato Licks Tour) i Rolling Stones, nel 2006 (A Bigger Bang Tour) e nel 2022, quest'ultima volta in occasione del loro sessantesimo anniversario d'attività (Sixty Tour); altrettante gli U2, nel 2005 (Vertigo Tour) e nel 2009 (U2 360º Tour), Madonna nel 2009 nel corso del suo Sticky & Sweet Tour e i Muse, anch'essi due volte, una prima nel 2010 (The Resistance Tour) e, a seguire, nel 2019 (Simulation Theory World Tour), mentre tre volte vi hanno figurato i Depeche Mode (nel 2009 nel Tour of the Universe, nel 2017 nel Global Spirit Tour e nel 2023 con il Memento Mori World Tour).
Detto di Edoardo Bennato, tra gli italiani spicca Vasco Rossi, l'artista con il maggior numero di esibizioni in assoluto al Meazza, trentasei tra il 1990 (nel tour Fronte del palco) e il 2024, anno in cui ha consolidato tale record con sette date nello stesso tour; dopo di lui Luciano Ligabue con tredici tra il 1997 e il 2023.
Il 1º luglio 1986 il Meazza ospitò un concerto di Claudio Baglioni cui assistettero 110000 spettatori, la cui registrazione fu successivamente pubblicata nel suo album live Assolo.
Nel 1998 l'artista vi si esibì nuovamente davanti a 75000 spettatori durante il tour Da me a te su un palco montato al centro del prato e aperto da tutti e quattro i lati.

## Cultura di massa

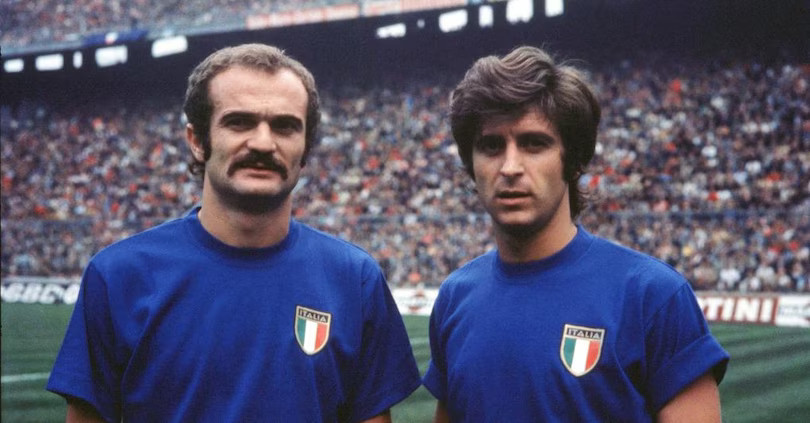
Sandro Mazzola e Gianni Rivera in nazionale a San Siro nel 1971

Dal 1926 una delle sedi, e dal 1947 sede unica, del Derby di Milano tra Inter e Milan, lo stadio di San Siro fu uno dei luoghi della trasformazione culturale della città e, più in generale, della società italiana nel secondo dopoguerra.
A quell'epoca era ancora marcata la differenza sociologica tra le due tifoserie e tale differenza risaltava in particolare proprio durante le gare stracittadine: i sostenitori dell'Inter, tradizionalmente emanazione delle classi borghesi e altolocate della città, venivano apostrofati dai concittadini avversari baùscia (in dialetto meneghino «sbruffone»), mentre quelli del Milan, di origine popolare ed estrazione operaia, ricevevano dai sostenitori della squadra nerazzurra l'epiteto di casciavìt («cacciaviti») a simboleggiare l'appartenenza alla classe dei lavoratori di fabbriche e officine.
Legati invece alle differenze economiche erano altresì, i soprannomi di muturèta («scooter») con cui i milanisti usavano apostrofare i rivali, contrapposto a tramvèe («tram») riservato ai tifosi rossoneri, con evidente riferimento al basso reddito che permetteva come massimo della disponibilità economica il ricorso al trasporto pubblico per recarsi allo stadio.
Tale contrapposizione di tipo sociale e, in definitiva, politica, si stemperò con gli anni ottanta, quando il tifo per l'Inter si allargò a celebrità vicine agli ambienti politici di sinistra (Paolo Rossi, Roberto Vecchioni, Michele Serra, Gino e Michele e altri) e la presidenza del Milan andò a Silvio Berlusconi, in seguito politico leader del centro-destra.

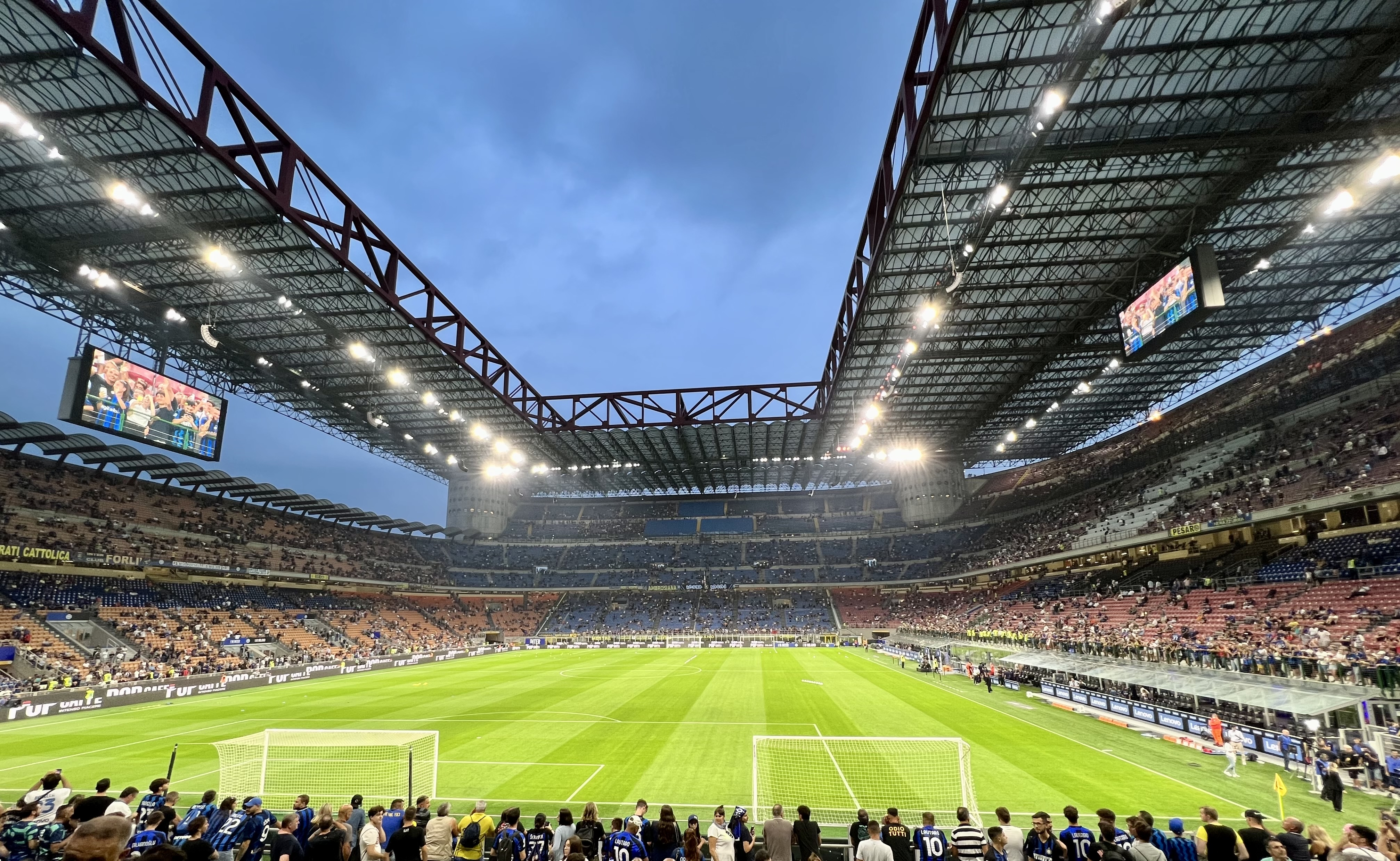
Veduta dell'interno del Meazza nel 2022

Inoltre la dualità tra i capitani dei due club, Sandro Mazzola dell'Inter e Gianni Rivera del Milan, fu fino a tutti gli anni settanta (il primo si ritirò dall'attività nel 1977, il secondo nel 1979) un capitolo della rivalità cittadina che ebbe risvolti anche a livello nazionale, dal momento che entrambi vestivano la maglia azzurra ed erano ritenuti tra i migliori giocatori italiani del periodo.
I due giocatori apparvero insieme in nazionale a San Siro in tre occasioni (nel 1963, 1971 e 1973, avversari Brasile una volta e Svezia due volte); con il commissario tecnico Ferruccio Valcareggi divenne usuale adottare la cosiddetta staffetta tra i due in quanto l'allenatore della nazionale non riteneva i due giocatori compatibili o funzionali al gioco di squadra.
Il primo derby con entrambi i giocatori in campo fu nel 1963 e l'ultimo nel 1977, la finale di Coppa Italia di quell'anno, e in tale periodo San Siro fu testimone diretto della conquista di sei scudetti (quattro per l'Inter, due per il Milan), tre Coppe Intercontinentali (due per l'Inter, una per il Milan) e, indirettamente, quattro Coppe dei Campioni, due per parte, una delle quali, quella citata del 1965, vinta dall'Inter sul proprio campo.
Più recentemente, da un'analisi condotta nel 2014 dalle locali Camera di commercio e Università degli Studi, lo stadio Meazza risulta essere uno dei simboli più identificativi di Milano dopo il Duomo (per i residenti) e la Triennale (per gli stranieri).

### Nei media
Lo stadio compare nelle seguenti produzioni televisive e cinematografiche:
- Molti sogni per le strade, di Mario Camerini (1948)
- La donna del giorno, di Francesco Maselli (1956)
- Milano nera, di Gian Rocco e Pino Serpi (1961)
- La morte risale a ieri sera, di Duccio Tessari (1970)
- Cattivi pensieri, di Ugo Tognazzi (1976)
- Liberi armati pericolosi, di Romolo Guerrieri (1976)
- Delitto a Porta Romana, di Bruno Corbucci (1980)
- Bello mio, bellezza mia, di Sergio Corbucci (1982)
- Eccezzziunale... veramente, di Carlo Vanzina (1982)
- Il diavolo e l'acquasanta, di Bruno Corbucci (1983)
- Il ragazzo di campagna, di Castellano e Pipolo (1984)
- L'allenatore nel pallone, di Sergio Martino (1984)
- Il volatore di aquiloni, di Renato Pozzetto (1987)
- Piedipiatti, di Carlo Vanzina (1991)
- La piovra 6 - L'ultimo segreto, di Luigi Perelli (1992)
- Tifosi, di Neri Parenti (1999)
- Il grande botto, di Leone Pompucci (2000)
- Tu la conosci Claudia?, di Massimo Venier (2004)
- Eccezzziunale veramente - Capitolo secondo... me, di Carlo Vanzina (2006)
- L'allenatore nel pallone 2, di Sergio Martino (2008)
- Il cosmo sul comò, di Marcello Cesena (2008)
- I mostri oggi, di Enrico Oldoini (2009)
- L'ultimo ultras, di Stefano Calvagna (2009)
- Amici come prima, di Christian De Sica (2018)

## Incontri internazionali di rilievo

### Calcio
| Arbitro: | Ivan Eklind |

|            |           |  |
| Guaita 21’ | Marcatori |  |

| Milano 12 giugno 1980, ore 20:30 UTC+2 Campionato europeo 1980, girone B | Italia         | 0 – 0 referto | Spagna | Stadio Giuseppe Meazza (46816 spett.)\| Arbitro: \| Károly Palotai \| |
| Arbitro:                                                                 | Károly Palotai |               |        |                                                                       |

| Arbitro: | Charles Corver |

|                      |           |           |
| Gerets 17’ Cools 65’ | Marcatori | 35’ Quini |

| Arbitro: | Hilmi Ok |

|          |           |            |
| Kist 59’ | Marcatori | 16’ Nehoda |

| Arbitro: | Helmut Kohl |

|  |           |                     |
|  | Marcatori | 25’ (rig.) Matthäus |

| Arbitro: | Anthony Taylor |

|               |           |                        |
| Oyarzabal 64’ | Marcatori | 66’ Benzema 80’ Mbappé |

### Rugby a 15
| Arbitro: | Patrice Frantschi |

|            |      |                |
|            | mt   | 38’ Rădulescu  |
|            | tr   | 38’ Ignaț      |
| Bonomi 50’ | c.p. | 63’, 75’ Ignaț |

| Arbitro: | Stuart Dickinson |

|               |      |                                  |
|               | mt   | 27’ Flynn                        |
| Gower 4’, 58’ | c.p. | 7’, 14’, 38’, 44’, 70’ McAlister |